# Simple Dreams
Simple Dreams è un album della cantante statunitense Linda Ronstadt, pubblicato dall'etichetta discografica Asylum e distribuito dalla Warner nel 1977.
L'album è prodotto da Peter Asher.
Dal disco vengono tratti i singoli Blue Bayou, It's So Easy, Poor Poor Pitiful Me e I Never Will Marry.

## Tracce

### Lato A
1. It's So Easy
2. Carmelita
3. Simple Man, Simple Dream
4. Sorrow Lives Here
5. I Never Will Marry

### Lato B
1. Blue Bayou
2. Poor Poor Pitiful Me
3. Maybe I'm Right
4. Tumbling Dice
5. Old Paint